# جیم دیروجاتیس
جیم دیروجاتیس (انگلیسی: Jim DeRogatis؛ ۲ سپتامبر ۱۹۶۴ (age ۵۰) – ) یک روزنامه‌نگار اهل ایالات متحده آمریکا بود.